# Metro de Haifa

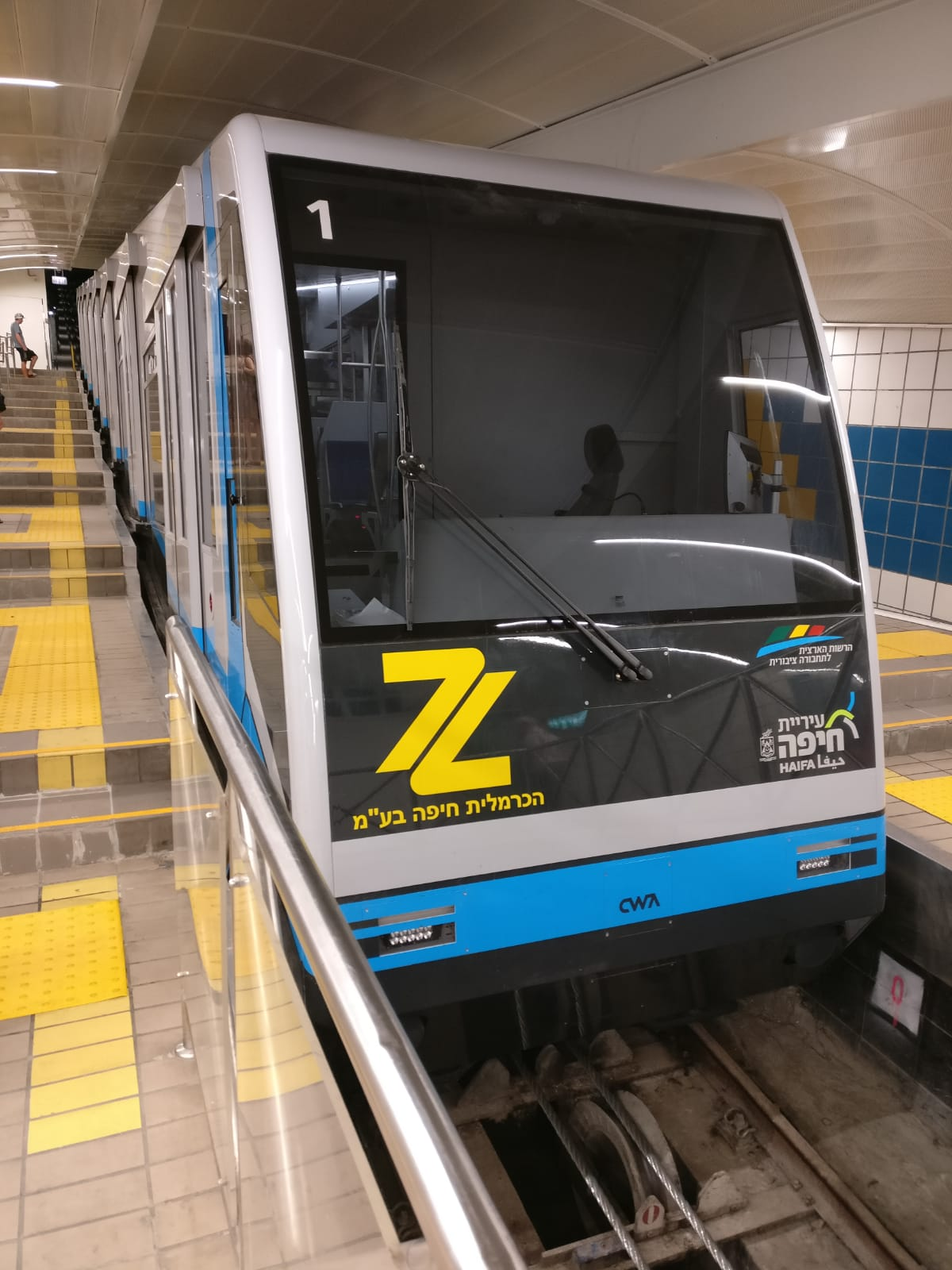
El Carmelit

Logotip

El sistema Carmelit (en hebreu: כרמלית) o Metro de Haifa és el nom que rep el Metro de la ciutat de Haifa, a Israel. Es tracta de l'únic ferrocarril metropolità d'aquest país, i és, sense comptar l'Istanbul Tünel, el sistema més petit del món, atès que el seu recorregut és de només 1800 metres. El seu nom és degut al Mont Carmel, sobre el qual s'aixeca bona part de la ciutat de Haifa.
La línia va ser inaugurada el 6 d'octubre de 1959 i va donar servei fins al 1986, quan fou tancada per permetre la seva renovació. Les obres es van allargar fins al 1992, quan fou reoberta, i des de llavors ha donat servei de manera pràcticament ininterrompuda.

## Característiques principals
Atès que bona part de la ciutat de Haifa s'aixeca sobre el Mont Carmel, la línia del Carmelit és en realitat un funicular que comunica la zona baixa amb els barris del cim; de fet, la diferència d'alçada entre els dos extrems de la línia arriba als 274 metres. Aquesta limitació fa que el nombre de ciutadans servits per la línia sigui petit, tot i que les estacions permeten l'accés als centres econòmic, financer i comercial de la ciutat.
Els combois (només dos serveixen a la línia) són formats per dos cotxes, equipats interiorment amb escales per tal de salvar el desnivell. Aquest però, no és el mateix a totes les estacions, equipades alhora amb esglaons a les seves andanes. Tot i així, i a causa d'aquesta diferència, els cotxes queden lleugerament per sobre o per sota de l'andana en funció de quina sigui l'estació.
La línia és totalment subterrània, amb un únic tunel de 1800 metres de longitud. La via, d'ample estàndard (1435 mm) és única, a excepció d'un petit tram central de dues vies que permet el creuament dels combois. La velocitat comercial se situa en els 28 km/h.

## Estacions

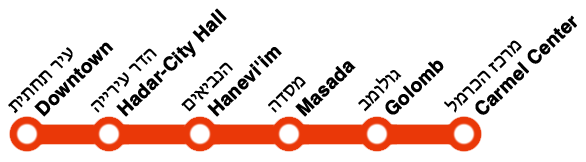
Mapa de la xarxa Carmelit

La línia compta únicament amb sis estacions, que donen servei a una mitjana de 8000 passatgers diaris:
- Gan Ha'em ("Jardí de la Mare")
- Bnei Zion ("Fills de Sió")
- Massada
- Hanevi'im ("Els profetes")
- Solel Boneh
- Kikar Pariz ("Plaça de París")

## Horaris
La línia obre de diumenges a dijous entre les 6:00 i les 22:00 hores. Els divendres i festius l'horari es redueix de 6:00 a 15:00, i roman tancat els dissabtes, seguint el precepte del Sàbat.

## Galeria de fotografies

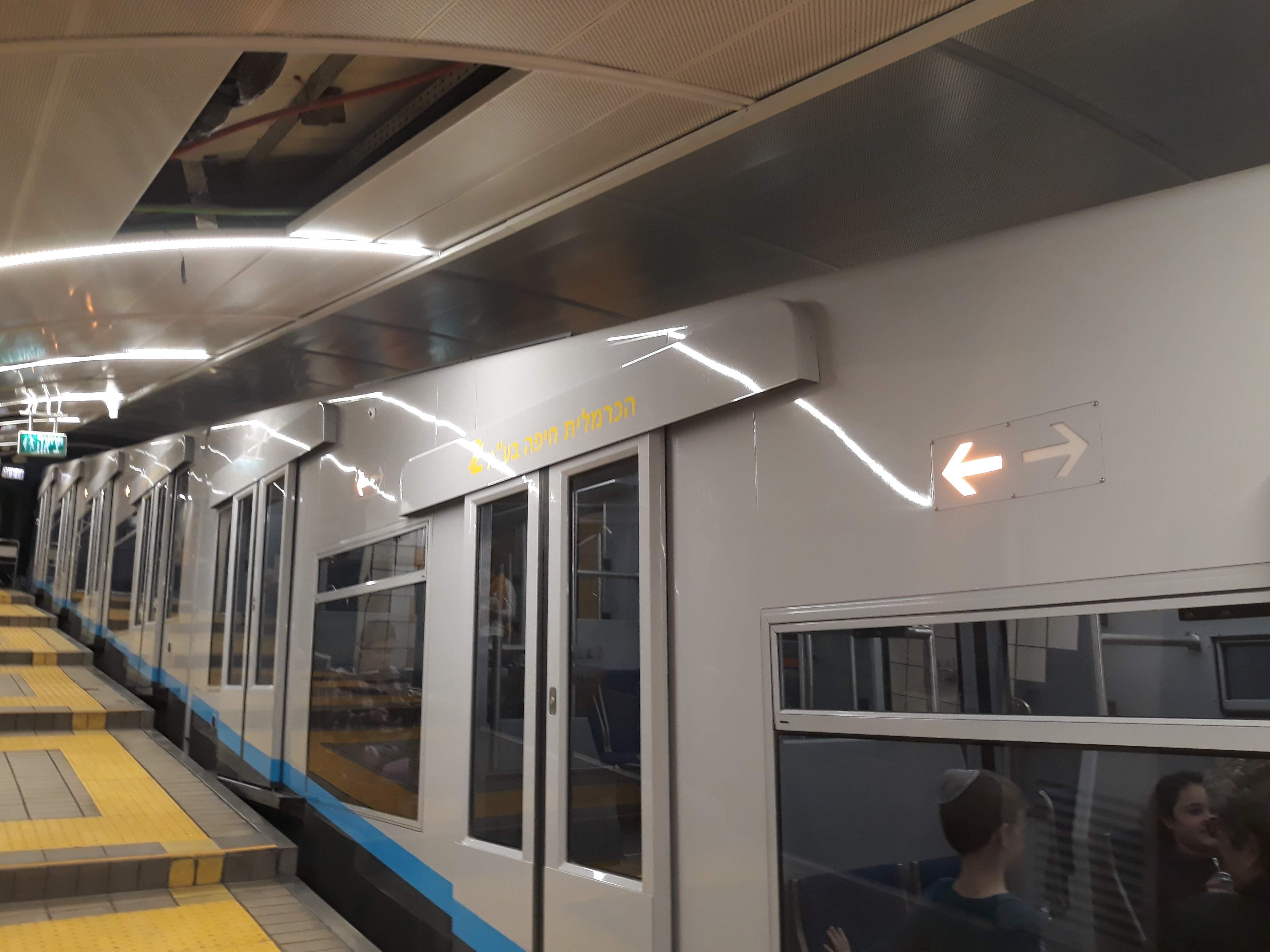
Vista d'un dels combois
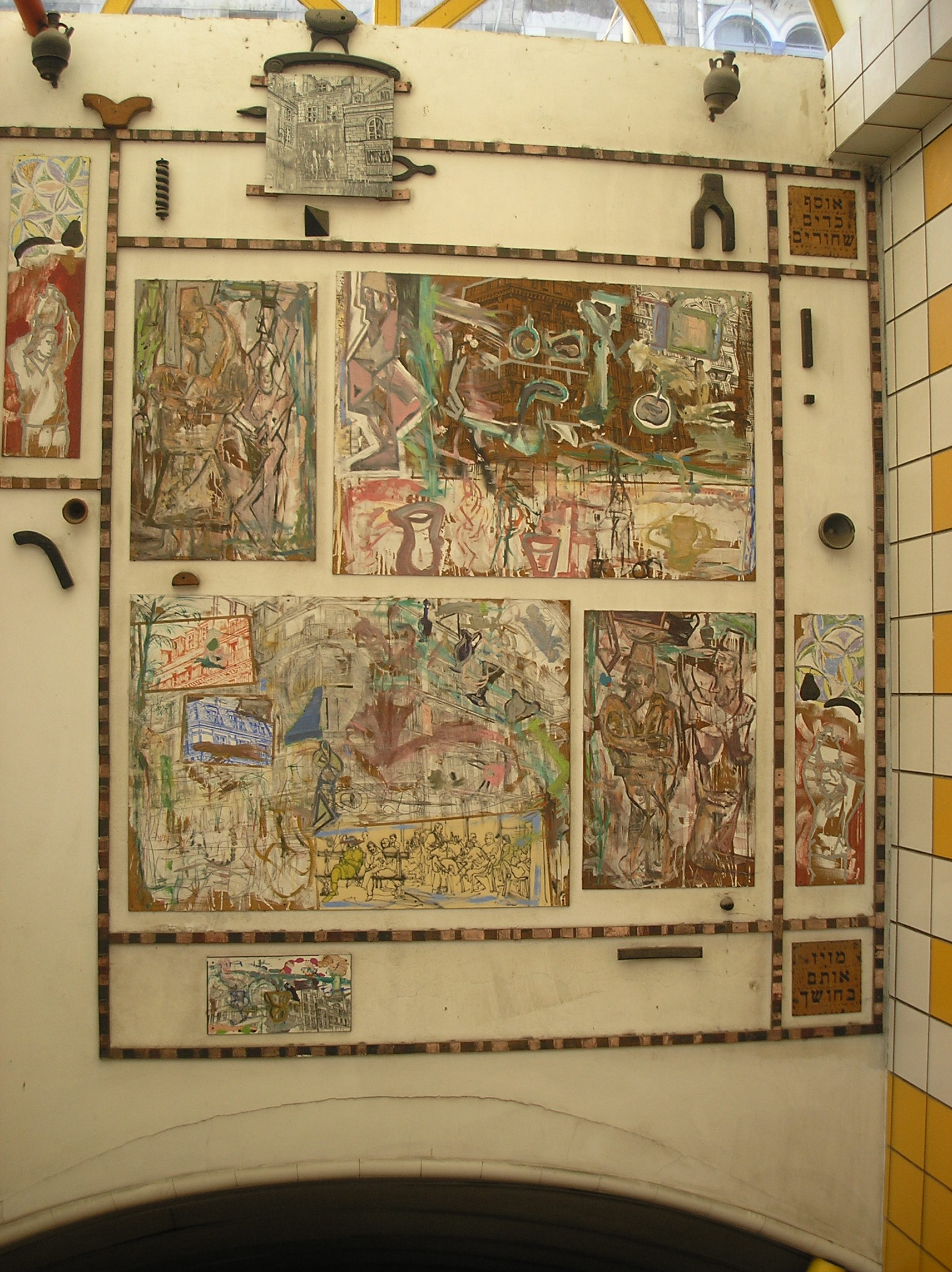
Mural a l'entrada de l'estació de Kikar Pariz
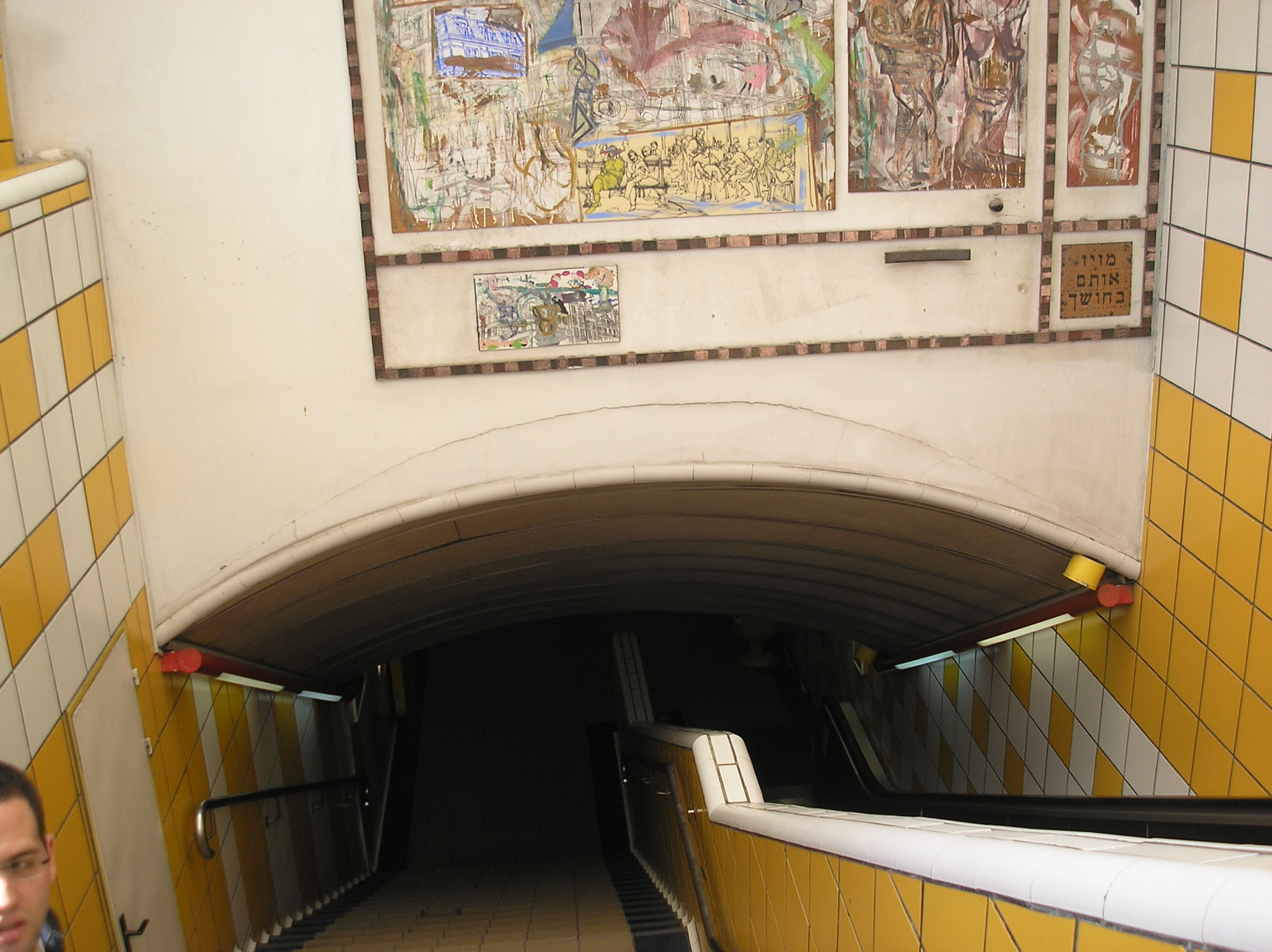
Entrada a l'estació de Kikar Pariz
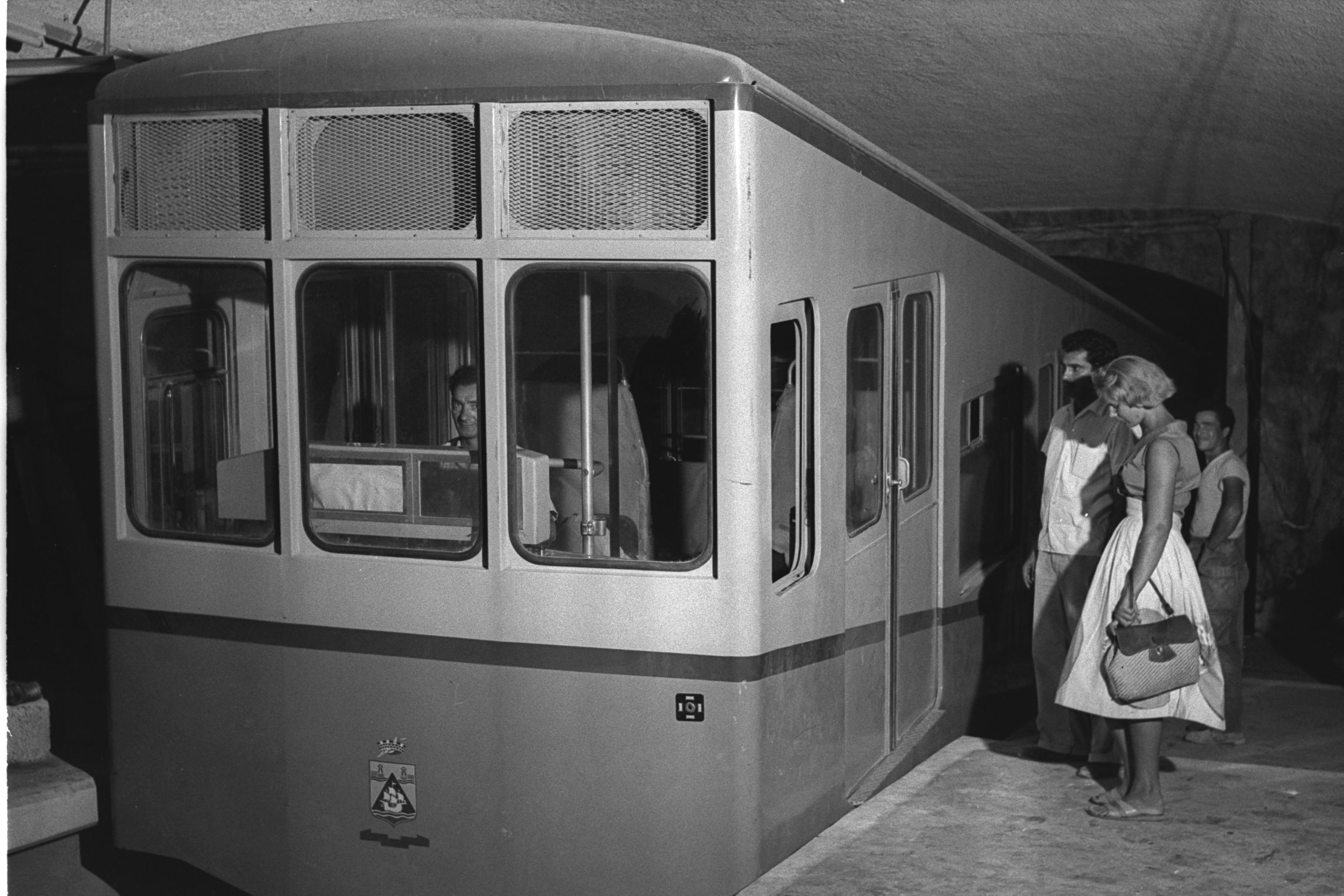
Inauguració de la línia, el 1959